# Europees kampioenschap schaatsen 1895
Het Europese kampioenschap allround in 1895 werd van 26 tot 27 januari 1895 verreden op Városligeti Müjégpálya in Boedapest.
Er was geen titelverdediger omdat de editie van 1894 op de ijsbaan Mjøsen in Hamar onbeslist eindigde. De Noor Alfred Næss werd kampioen door alle drie de afstanden te winnen.

## Klassement
| #    | Naam             | Land              | 500m       | 500m finale | 5000m       | 1500m      | 1500m finale |
| ---- | ---------------- | ----------------- | ---------- | ----------- | ----------- | ---------- | ------------ |
| Goud | Alfred Næss      | Noorwegen         | 47,8 (1)   | 47,6 (1)    | 9.38,4 (1)  | 2.49,8 (2) | 3.15,2 (1)   |
| (2)  | Julius Seyler    | Duitse Keizerrijk | 50,4 (2)   | 50,4 (2)    | 9.40,0 (2)  | 2.49,4 (1) | 3.16,0 (2)   |
| (3)  | Hermann Galler   | Oostenrijk        | 52,4 (3)   |             | 10.07,4 (3) | 2.51,2 (3) |              |
| NS2  | Ladislaus Klimko | Hongarije         | 1.05,4 (4) |             | NS          |            |              |

* = met val
NC = niet gekwalificeerd
NF = niet gefinisht
NS = niet gestart
DQ = gediskwalificeerd